# Bazylika św. Elżbiety we Wrocławiu
Bazylika św. Elżbiety we Wrocławiu (zwany Farą Elżbietańską lub kościołem garnizonowym) – gotycki kościół z wieżą o wysokości 91,46 m przy północno-zachodnim narożniku wrocławskiego rynku, jeden z dwóch dawnych kościołów parafialnych w mieście. Patronką bazyliki jest św. Elżbieta Węgierska, znana też jako Elżbieta z Turyngii. Znajduje się tu Mauzoleum Pamięci Polskiego Państwa Podziemnego i Armii Krajowej.
Kościół położony jest na placu pomiędzy ulicami Kiełbaśniczą, Odrzańską, św. Mikołaja i św. Elżbiety, który stanowi pendant dla placu Solnego.

## Historia i architektura

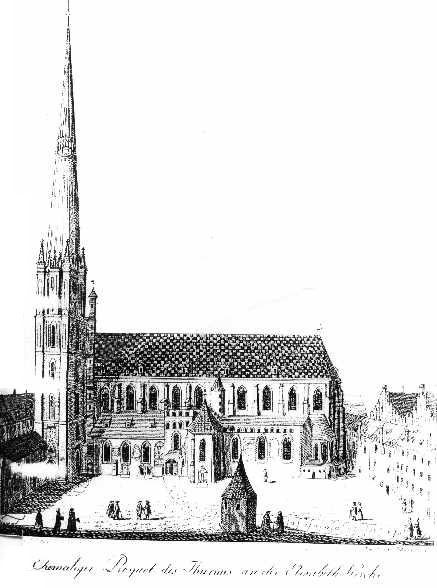
Widok z XVI w. ze 130-metrową wieżą

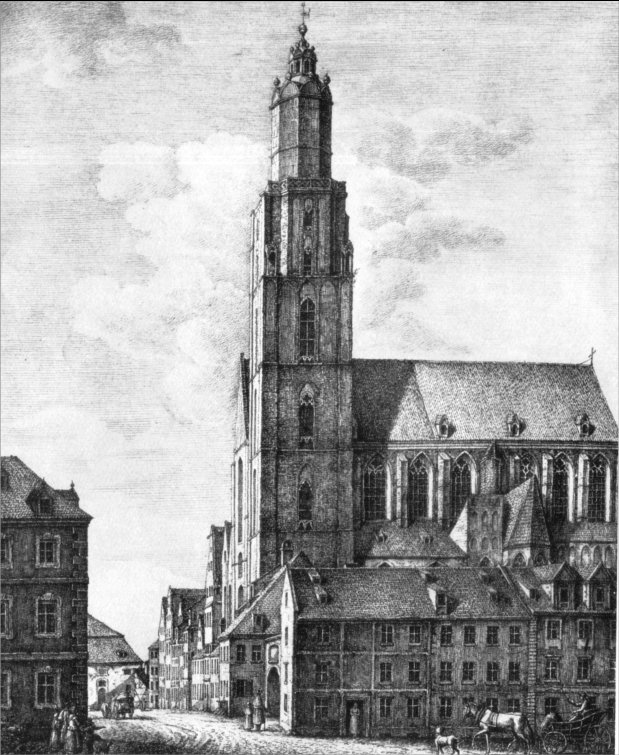
Rysunek z 1827 – widoczny wieniec domków altarystów

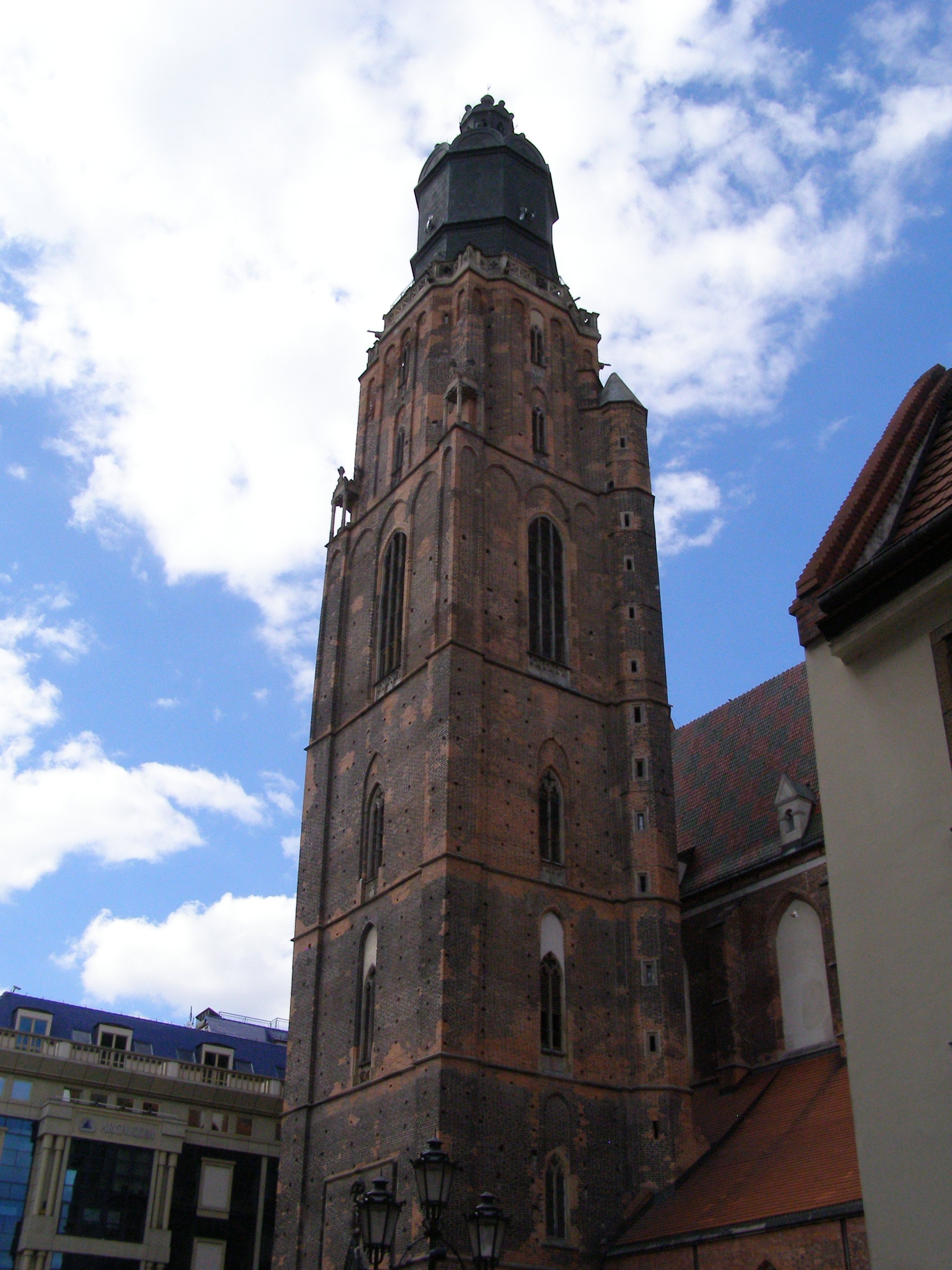
Wieża z renesansowym szczytem

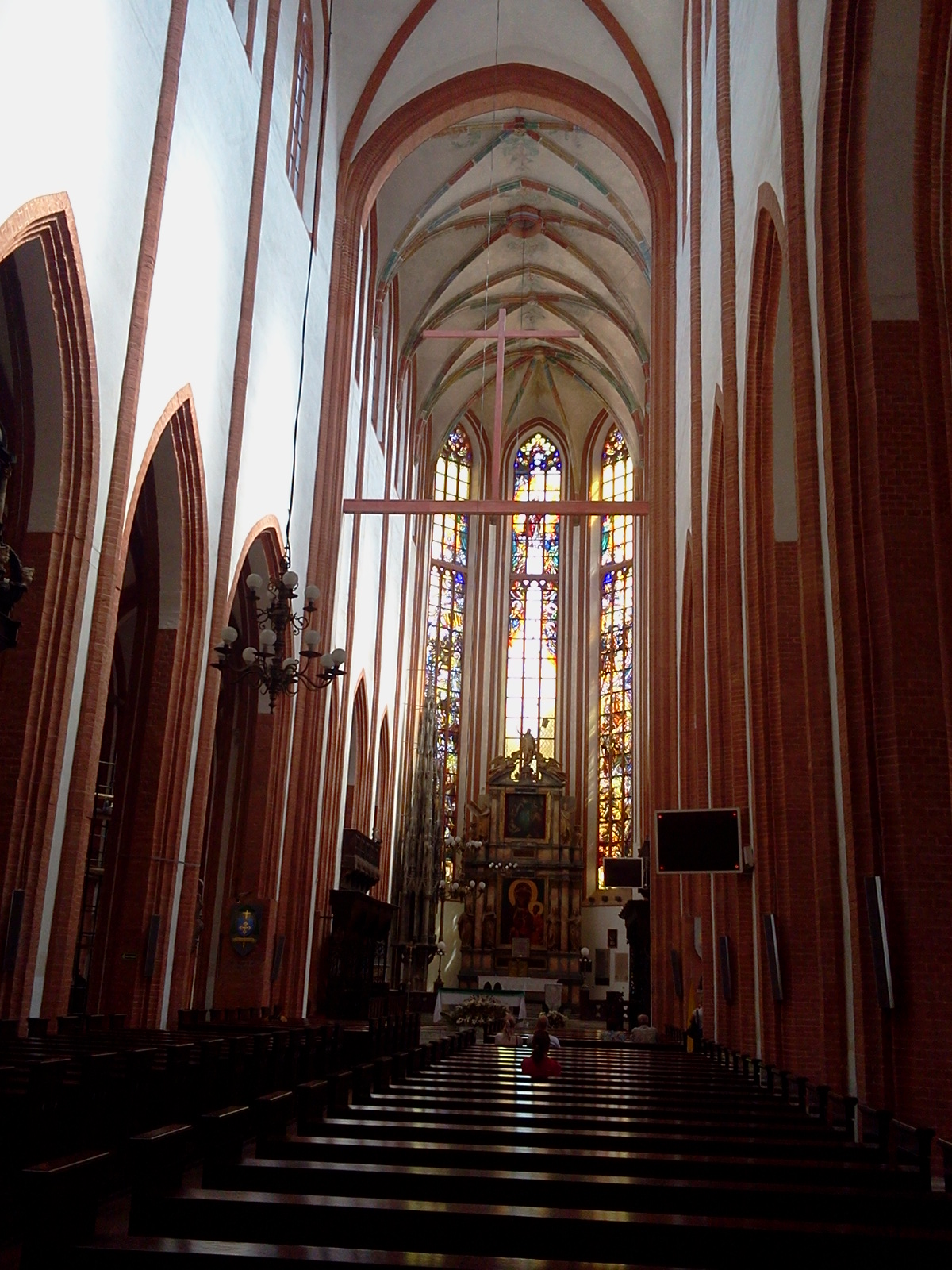
Wnętrze bazyliki

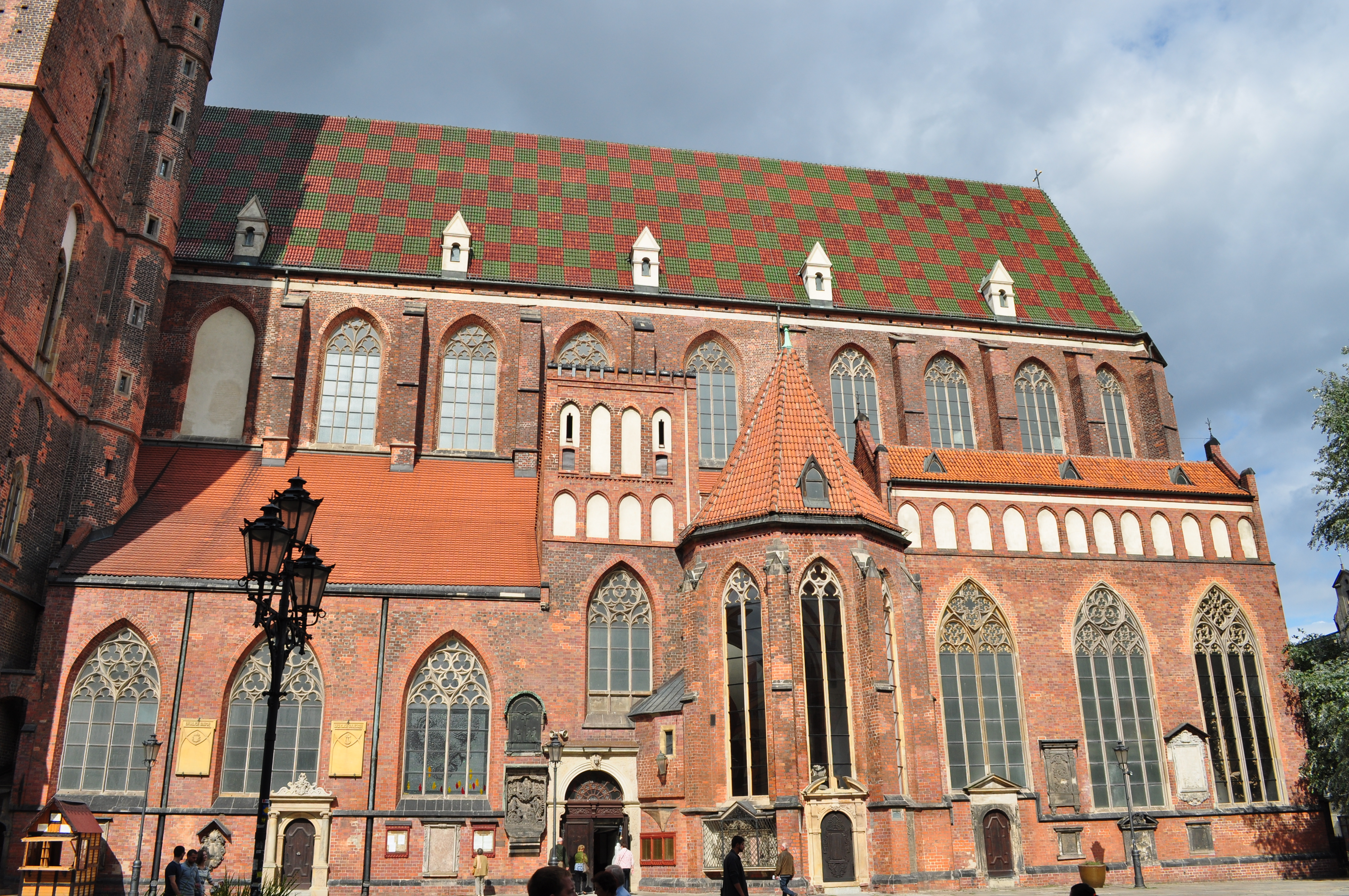
Widok bazyliki od południa

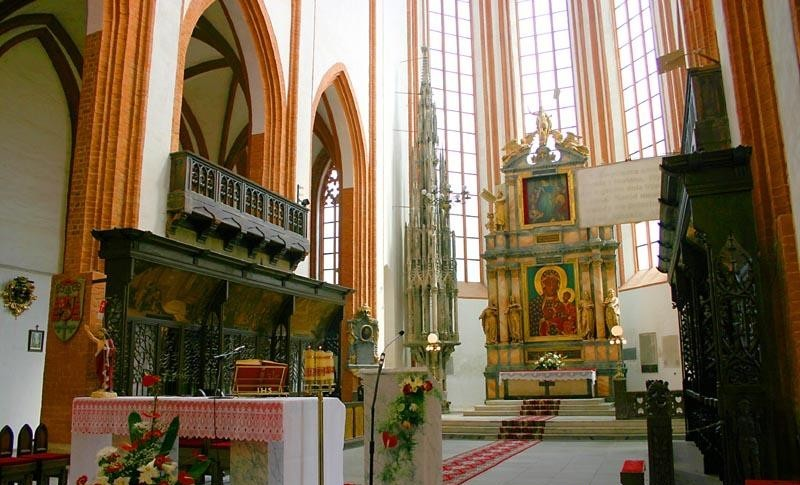
Wczesnobarokowy ołtarz główny

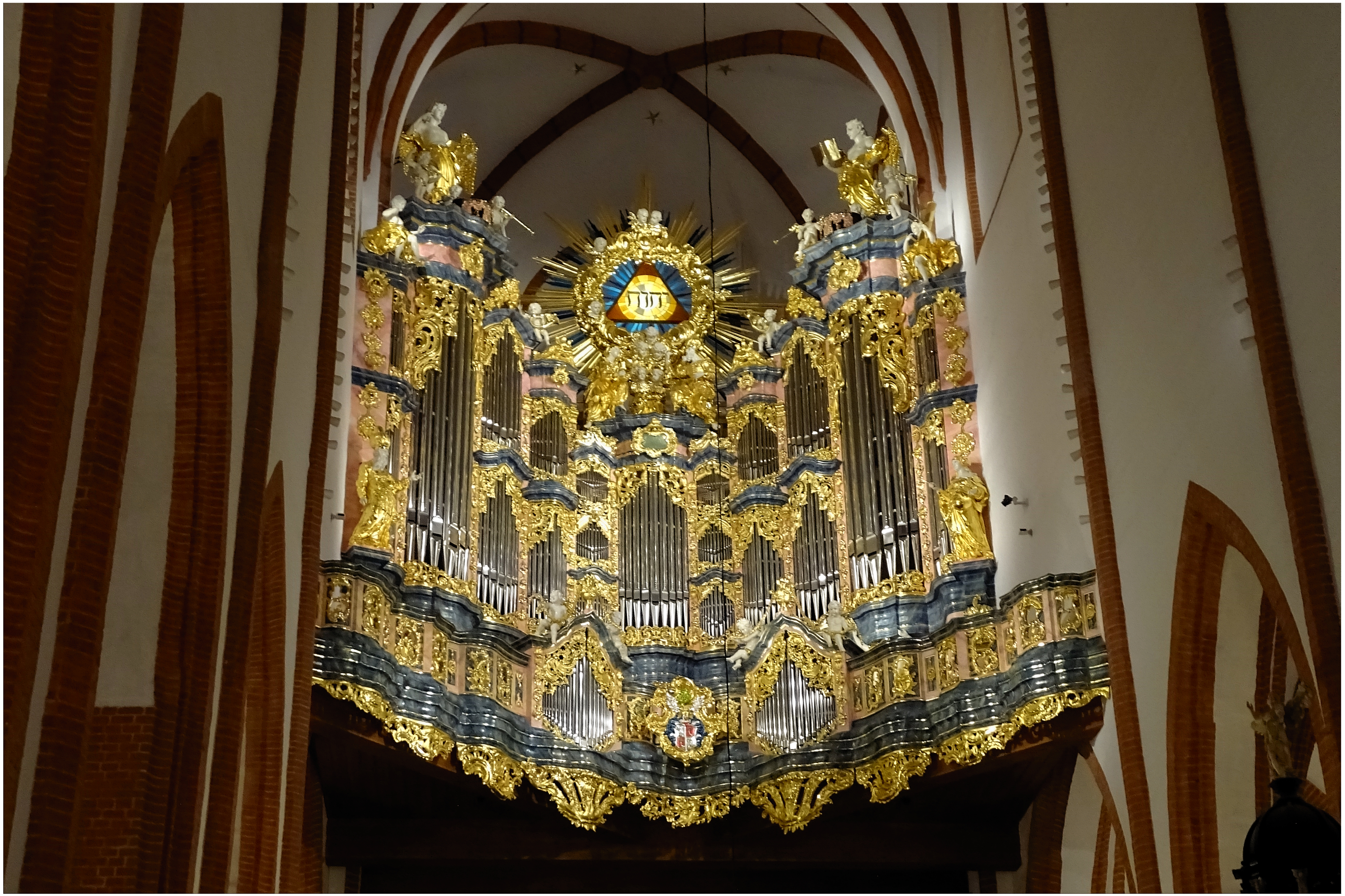
Rekonstrukcja prospektu i organów Michaela i Benjamina Englera z 1750-1761.

Pierwszy w tym miejscu kościół, początkowo pod wezwaniem św. Wawrzyńca, ceglano-kamienny w stylu romańskim, powstał prawdopodobnie jeszcze na początku XIII w., a w 1253 przekazany przez Henryka III krzyżowcom z czerwoną gwiazdą jako kościół klasztorny. 31 marca 1252 wymieniono po raz pierwszy parafię św. Elżbiety, a 19 listopada 1257 kościół został konsekrowany już pod imieniem św. Elżbiety przez biskupa Tomasza I, aczkolwiek nadal używano równolegle wezwania św. Wawrzyńca, przeniesionego po 1387 na ołtarz główny oraz wieżę kościelną, której budowę rozpoczęto przed 1339.
Trójnawowa bazylika ufundowana przez Bolesława III Rozrzutnego powstała na początku XIV wieku w stylu gotyku redukcyjnego. W latach 1309–1318 wzniesiono zachodnie przęsło naw, w 1340 ukończona była nawa, w 1384 kaplica pw. Najświętszej Maryi Panny (budowniczy Otto z Nysy), a w 1387 prezbiterium. Służył jako kościół farny wrocławskiego patrycjatu i wyrażał jego ambicje, konkurując wielkością z biskupią katedrą św. Jana.
Łęki przyporowe odprowadzające siły ze sklepień nawy głównej umieszczone są nisko, pod dachami naw bocznych, w systemie krakowskim. Same nawy nakryte są prostymi sklepieniami krzyżowymi. Nawa główna ma wysokość 29,7 m. Prezbiterium kościoła wydzielone jest jedynie we wnętrzu wydatnymi gurtami, nie wyodrębnia się w bryle i jest zamknięte trójbocznie. Nawy boczne przedłużone są do końca prezbiterium i zakończone są analogicznie do niego, nie tworząc zamkniętego ambitu. Bryła kościoła ma długość 68,2 m i szerokość 34,47 m. Ukończona w połowie XV w. przylegająca do kościoła od południa masywna, pozbawiona przypór i akcentowana lizenami i blendami wieża osiągnęła wraz z hełmem wysokość 130,5 m, będąc najwyższą wieżą na Śląsku i lokując się w czołówce najwyższych budowli ówczesnego świata.
Wokół kościoła istniał cmentarz, otoczony przez wieniec maleńkich domków księży-altarystów (opiekunów ołtarzy), które potęgowały wrażenie wielkości kościoła. Kruchty powstały po stronie południowej i północnej, główny portal prowadzi do przyziemia wieży. Stosunkowo nieefektowna elewacja zachodnia nie posiada portalu i ze względu na przylegającą do niej ulicę położona jest ukośnie w stosunku do osi kościoła.
6 kwietnia 1525 kościół św. Elżbiety stał się oficjalnie kościołem ewangelickim, a proboszczem parafii został Ambrosius Moiban; „przejęcie” kościoła miało jakoby nastąpić w wyniku wygranej wrocławskiego patrycjusza i podskarbiego królewskiego Heinricha von Rybischa w grze w kości nad mistrzem krzyżowców Erhardem Scultetusem. W 1529 roku w czasie wichury zawalił się drewniany hełm wieży, a jego szczątki upadły na otaczający kościół cmentarz. Katoliccy pisarze określili to jako karę boską, która spadła na ewangelików. Ci z kolei argumentowali, że to, iż w tak potężnym kataklizmie nikt nie zginął (szczątki przygniotły tylko kota) to świadectwo szczególnej opieki Boga. Wieżę odbudowano w latach 1531–1535 ze znacznie mniejszym hełmem renesansowym o formie istniejącej do dziś.
W 1598 podczas remontu dachu położono angobowaną dachówkę mnich-mniszka, tworzącą wzór czerwonej-zielonej szachownicy (analogiczne wzory istniały wówczas na dachach Ratusza oraz Fary Marii Magdaleny). W 1649 zawaliła się część więźby dachowej.
Kolejny raz poważnych zniszczeń kościół doznał w czasie oblężenia miasta przez wojska napoleońskie w latach 1806/1807, gdy uszkodzony został hełm na wieży oraz dach. W latach 1856–1857 prowadzono renowację kościoła w związku z obchodami 600-lecia kościoła. Główne uroczystości miały się odbyć 19 listopada 1857 r., lecz w czasie prac 29 października 1857 r. miała miejsce katastrofa. Zawaliły się dwa filary nawy południowej, a wraz z nimi część sklepień – po odbudowie i wzmocnieniach konstrukcji kościół ponownie konsekrowano 19 listopada 1858.
W kościele z biegiem czasu powstało bogate wyposażenie fundowane przez zamożnych mieszczan, a także liczne epitafia (w sumie około 370). W 1750-1761 Michael Engler Młodszy i Gottlieb Benjamin Engler, a następnie Gottlieb Ziegler zbudowali w kościele wielkie organy, po kilku remontach i przebudowach (ostatnia w 1939-1941) posiadające 91 głosów (zniszczone w pożarze w 1976). Inne, mniejsze organy z 1718, zbudowane przez Adama Horatio Caspariniego, znajdują się obecnie w Auli Muzycznej Uniwersytetu Wrocławskiego.
W końcu XIX w. dla zwiększenia przepustowości ulic wyburzono większość domków altarystów, pozostawiając tylko cztery, zaś w początku XX wieku zburzono jeszcze jeden. Dwa domki, połączone bramką i zwane Jaś i Małgosia pozostały, mimo planów nowej regulacji ulic i budowy w tym miejscu domu towarowego w latach 20.
II wojnę światową kościół przetrwał bez większych uszkodzeń. Krótko służył jeszcze polskiej już parafii ewangelicko-augsburskiej, a w listopadzie 1946 został jednak ewangelikom odebrany i przez władze komunistyczne przekazany katolickiemu ordynariatowi polowemu, uzyskując status kościoła garnizonowego. 2 lipca 1946 pierwszą mszę św. odprawił w kościele polski ksiądz rzymskokatolicki dziekan ppłk Bronisław Nowyk. Kościół służył również jako sala koncertowa, a jego organy wykorzystywano w czasie festiwalu Wratislavia Cantans. Organy doszczętnie spłonęły w 1975 roku. Bogate wyposażenie kościoła i dużą część oryginalnej substancji budowlanej strawiły jednak trzy pożary. Pierwszy miał miejsce 4 czerwca 1960, gdy od uderzenia piorunem spłonął szczyt wieży i został uszkodzony dach. Dach i wieża zostały odremontowane, lecz 20 września 1975 wieża ponownie się zapaliła, a wraz z nią otaczające ją jeszcze drewniane rusztowanie. Całkowicie zniszczone zostały renesansowy hełm, kamieniarka wieży oraz najmniejszy z trzech dzwonów (dwa pozostałe zerwały się z zawieszenia, lecz przetrwały upadek).
Ostatni, najpoważniejszy w skutkach pożar 9 czerwca 1976 spowodował prawie całkowite zniszczenie drewnianego wyposażenia kościoła, spłonęły organy, więźba dachowa, zawaliły się częściowo żebra sklepienia nawy głównej, a sklepienia popękały. Pękła również południowa ściana nawy głównej i odchyliła się od pionu. Odbudowy podjęto się dopiero w 1981. Przez całe lata 80. postępowała ona bardzo powoli. Przy rekonstrukcji wykorzystano współczesne techniki budowlane, hełm w dawnych formach wykonano z żelbetu, zaś stalową kratownicową więźbę dachową przykryto dla zapewnienia pełnej szczelności wpierw blachą, na nią kładąc dachówkę (przywrócono przy tym szachownicowy wzór).
Zrekonstruowana wieża ma wysokość 91,46 m. Wnętrzu przywrócono formy zbliżone do gotyckich. Kościół oraz taras widokowy na wieży zostały otwarte dla wiernych i zwiedzających w maju 1997. 31 maja tegoż roku Jan Paweł II dokonał poświęcenia kościoła, a sześć lat później nadał mu status bazyliki mniejszej.
Na placu przykościelnym powstał w końcu lat 90. pomnik ks. Dietricha Bonhoeffera, urodzonego we Wrocławiu niemieckiego pastora-antyfaszysty, dar miasta Berlina. W gotyckim domku altarysty Jaś mieszkał grafik i rzeźbiarz Eugeniusz Get-Stankiewicz, zaś elewacja domu służy prezentacji jego dzieł.

## Taras widokowy
Wieża kościelna ma obecnie wysokość 91,46 m. Na taras widokowy znajdujący się na wysokości około 75 m prowadzi ponad 300 schodów. Widoki z wieży są szerokie i dalekie, od położonego u stóp wieży wrocławskiego rynku aż po najwyższy szczyt Sudetów – Śnieżkę.

## Kaplica Smedchina

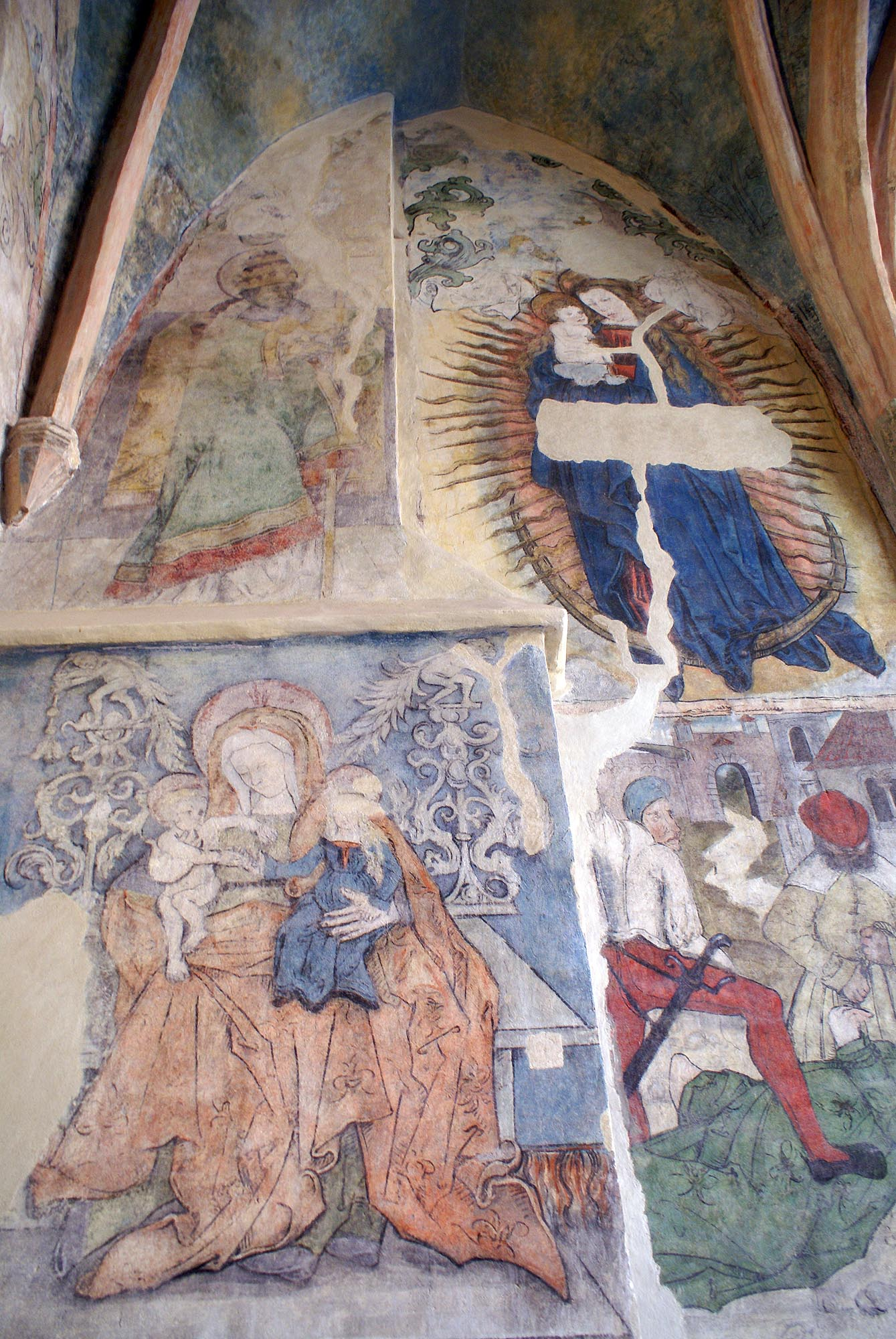
Ściana północna kaplicy Smedchina

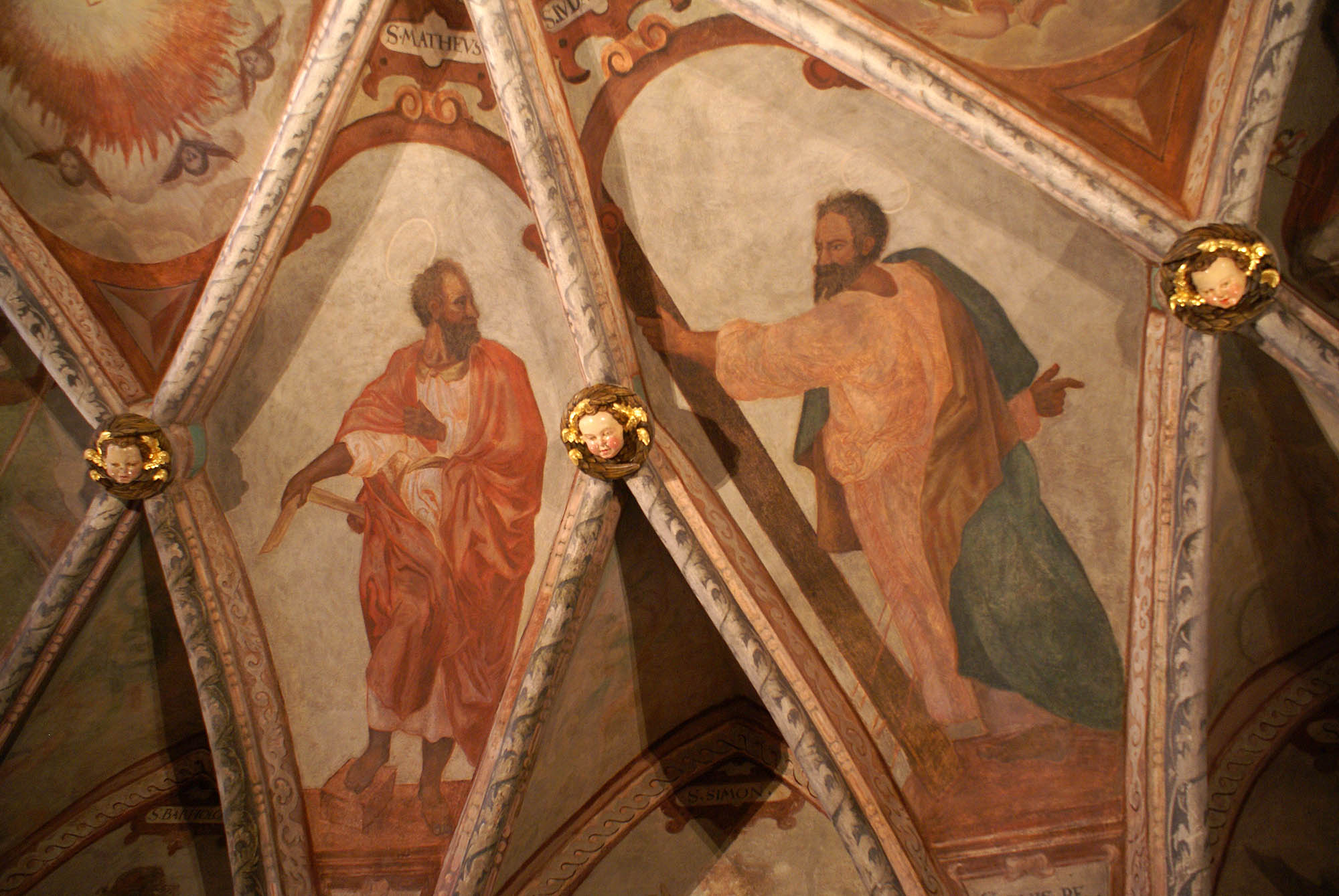
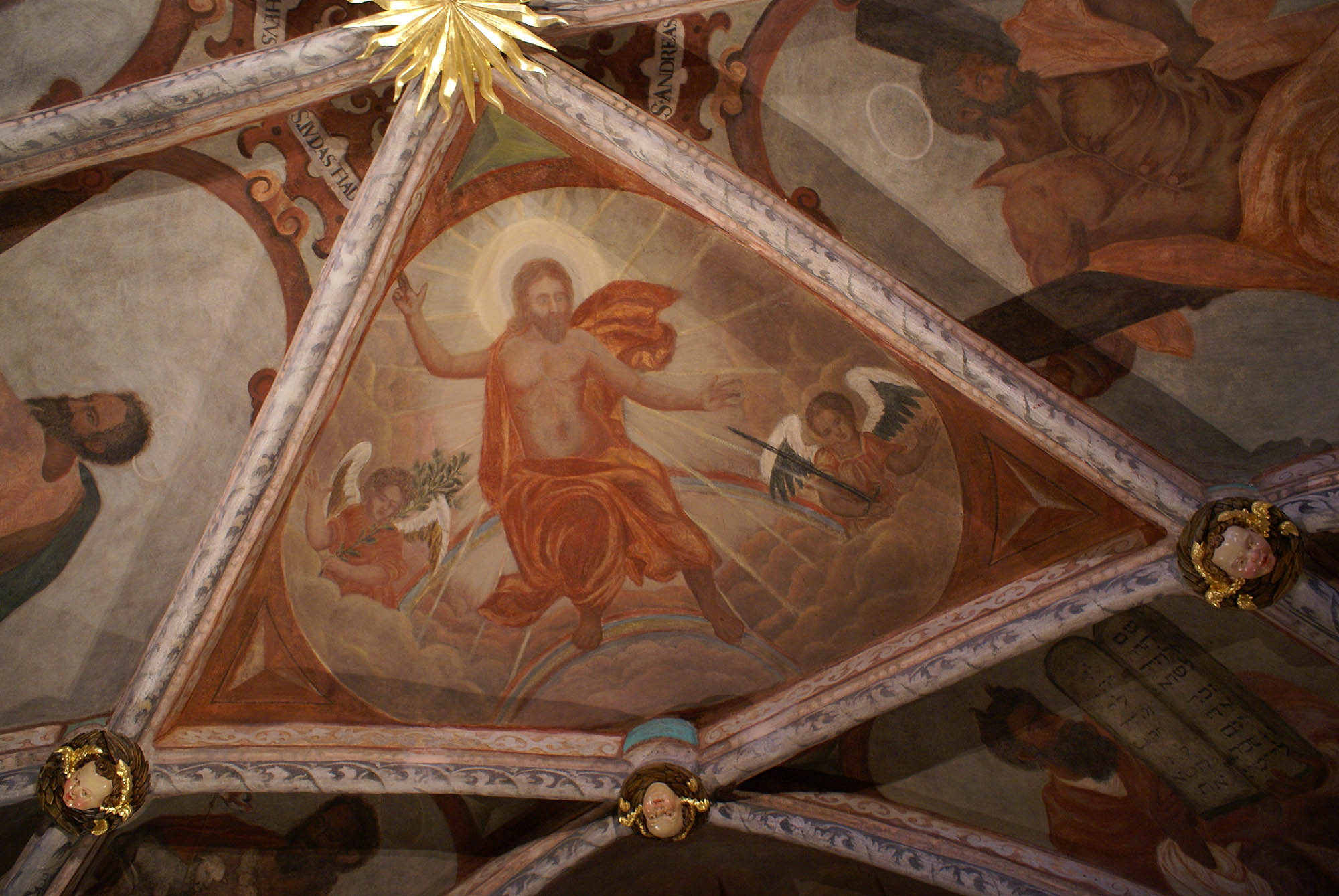
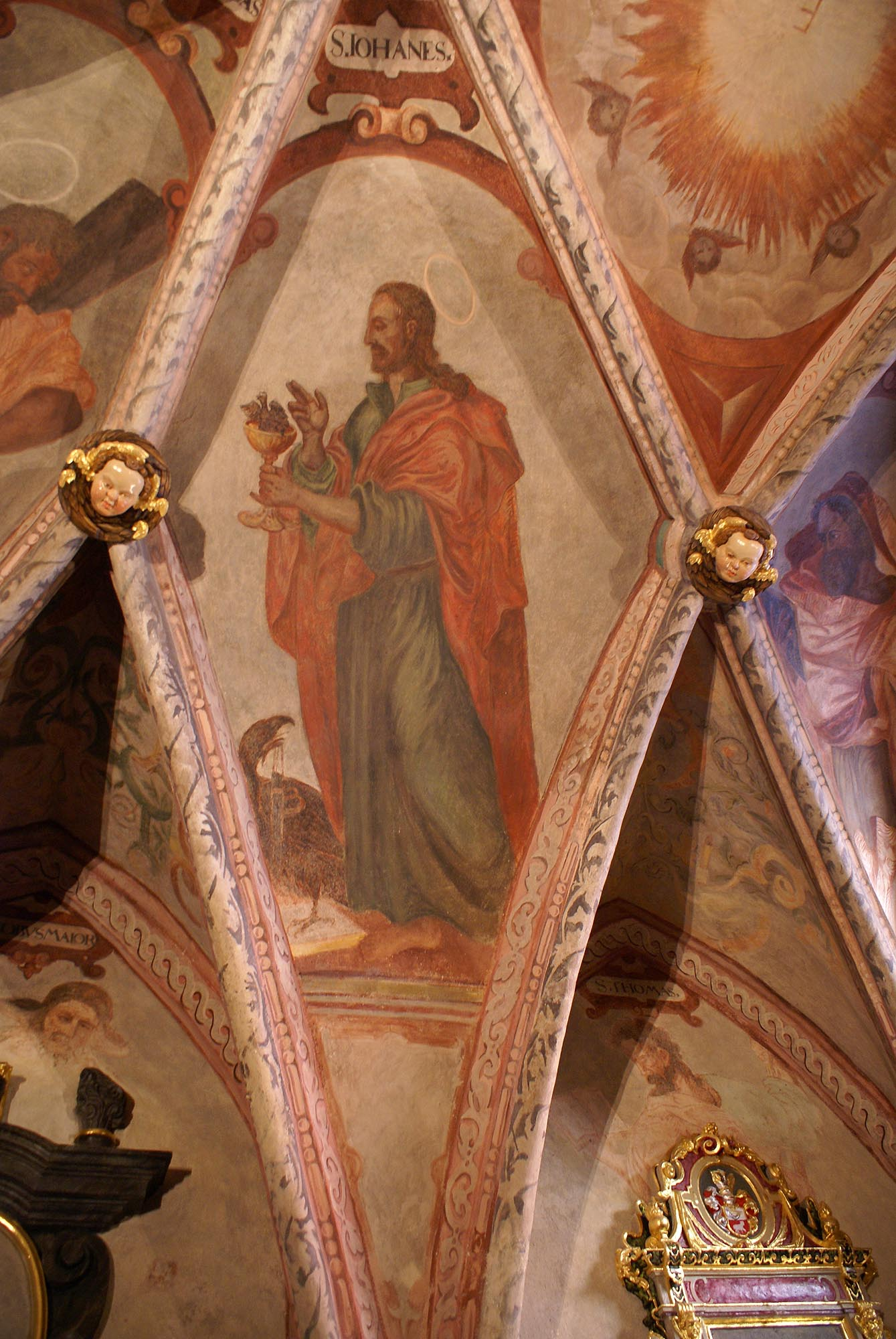
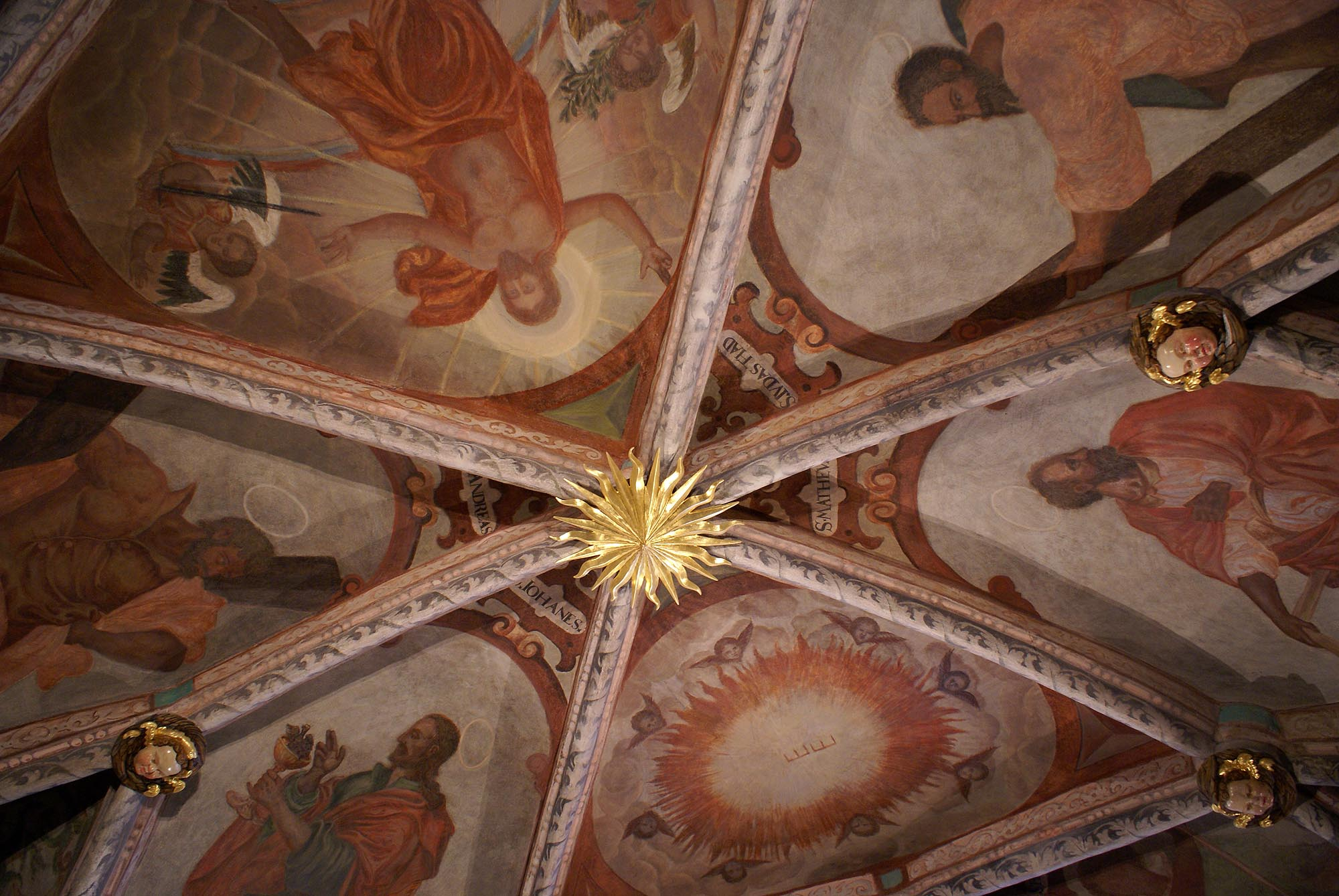

Dwupoziomowa kaplica o pierwotnym wezwaniu Trójcy Świętej i Marii Panny została dobudowana w drugiej połowie XIV wieku do północnej elewacji bazyliki w pierwszym prześle korpusu. Wzmiankowana po raz pierwszy 18 grudnia 1389 jako fundacja rajcy miejskiego Mathiasa Smedchina. W 1766 umieszczono w niej bibliotekę podarowaną przez pastora kościoła Johanna Friedricha Burga. Od 1865 kaplica pozostawała pusta. W 1890 odnowiono elewację i wykonano neogotyckie okno.
W 2004 na górnym poziomie kaplicy dokonano odkrycia doskonale zachowanych barwnych polichromii o dużej wartości historycznej i artystycznej.
Polichromie w kaplicy Smedchina łączą cechy późnego średniowiecza z rozwiązaniami już renesansowymi i zostały namalowane zgodnie z jednolitym zamysłem programowym na krótko przed reformacją, a niedługo po przejęciu kościoła przez ewangelików zostały pobielone.
Na ścianie wschodniej przy której stał ołtarz przedstawione jest Ukrzyżowanie Jezusa Chrystusa z Marią, Janem Ewangelistą oraz sceną rozgrywki rzymskich żołnierzy o szatę Jezusa, Modlitwa w Ogrójcu z grupą śpiących Apostołów, Judaszem oraz aniołem z kielichem na tle realistycznego krajobrazu natomiast w nadprożu wejścia do kaplicy znajduje się łacińska inskrypcja na iluzyjnym zwoju upamiętniająca nieistniejący obecnie ołtarz.
Na ścianie zachodniej namalowany jest św. Krzysztof przenoszący Dzieciątko Jezus przez rzekę na tle realistycznego krajobrazu z postacią pustelnika z latarnią, św. Jadwiga, św. Grzegorz Wielki stojący przez mensą ołtarzową, św. Anna Samotrzecia siedząca na tronie z zapleckiem, Madonna Apokaliptyczna (Matka Boska z Dzieciątkiem przedstawiona w promienistej mandorli) oraz męczeństwo św. Marka.
Na ścianie północnej po obu stronach okna znajdują się św. Benon oraz św. Bartłomiej oraz herby fundatorów polichromii z labrami na tle wzorzystej tkaniny.
Na arkadzie południowej ukazano św. Józefa, natomiast jej pozostała część pokryta jest ornamentem częściowo zoomorficznym.
Na sklepieniu namalowano ornament roślinny na błękitnym lub żółto-błękitnym tle układający się promieniście w zwornikach, w zworniku przęsła północnego Oblicze Chrystusa natomiast w zworniku przęsła południowego czerwoną tarczę z gmerkiem.
Późnogotyckie polichromie na suficie kaplicy Smedchina

## Dzwony
W wieży kościoła św. Elżbiety wiszą trzy dzwony. Dzwon Bohaterów bije codziennie o godzinie 17.30 a w niedziele także o 11.30:
| Imię                                        | Rok  | Odlewnia                           | Masa (kg) | Ton uderzeniowy | Napis | Stan |
| ------------------------------------------- | ---- | ---------------------------------- | --------- | --------------- | --- | --- |
| Duży dzwon - Dzwon Bohaterów (Heldenglocke) | 1923 | Linke Hoffmann Lauchhammer, Torgau | 4678 kg   | a°              | „DEN HELDEN DES WELTKRIEGES ZUM EHRENDEN GEDÄCHTNIS 1923 UNSER GLAUBE IST DER SIEG” (Bohaterowie wojny światowej w uczciwej pamięci 1923 Nasza wiara jest zwycięstwem)      | Działa ale dzwon jest nieruchomy ze względu na naruszoną konstrukcję nośną. Uderza same serce napędzane łańcuchami |
| Średni Dzwon                                | 1471 | Mathias Haubnitz, Brno             | ~3500 kg  | c'              | „*O REX *GLORIE *VENI *CUM *PACE ** MATHIAS HAUBNICZ*” (O królu chwały przybądź w pokoju Mathias Haubnicz)                                                                  | Podłączony,lecz nieużywany                                                                                         |
| Mały dzwon                                  | 1460 | ?                                  | ~1500 kg  | e'              | „*O REX *GLORIE *VENI *CUM *PACE * AVE MARIA* GRATIA *PLENA *DOMINUS TECUM *ANNO *DOMINI MCCCCLX” (O królu chwały przybądź w pokoju, Zdrowaś Mario łaskiś pełna Pan z Tobą) | Pękł w pożarze 1976, niepodłączony i nieużywany                                                                    |

## Przynależność organizacyjna kościoła św. Elżbiety
W styczniu 1991 Jan Paweł II dekretem Kongregacji ds. Biskupów, przywrócił w Polsce, po przeszło pięćdziesięcioletniej przerwie, Ordynariat Polowy Wojska Polskiego.

Parafia cywilno-wojskowa św. Elżbiety we Wrocławiu została erygowana 15 marca 1998. Obejmuje 2695 mieszkańców. Proboszczem parafii jest ks. prał. płk Janusz Radzik.

## Katastrofy kościoła
- 1529: zawalił się iglicowy Hełm.
- 1645: zniszczone zostały południowe okna
- 1649: zawaliła się więźba dachowa
- 1749: zniszczone zostały okna południowe
- 1806: runął kamienny baldachim z figurami
- 1857: zawaliły się dwa filary nawy południowej
- 1962: w wyniku uderzenia pioruna spłonęła latarnia hełmu
- 1975: spłonęła wieża
- 1976: spłonęła cała świątynia wraz ze wspaniałymi organami

## Stacje radiowe
| Częstotliwość | Nazwa stacji            | Moc    | Polaryzacja |
| ------------- | ----------------------- | ------ | ----------- |
| 92,0 MHz      | Radio Rodzina (Wrocław) | 2,5 kW | pionowa (V) |

## Galeria

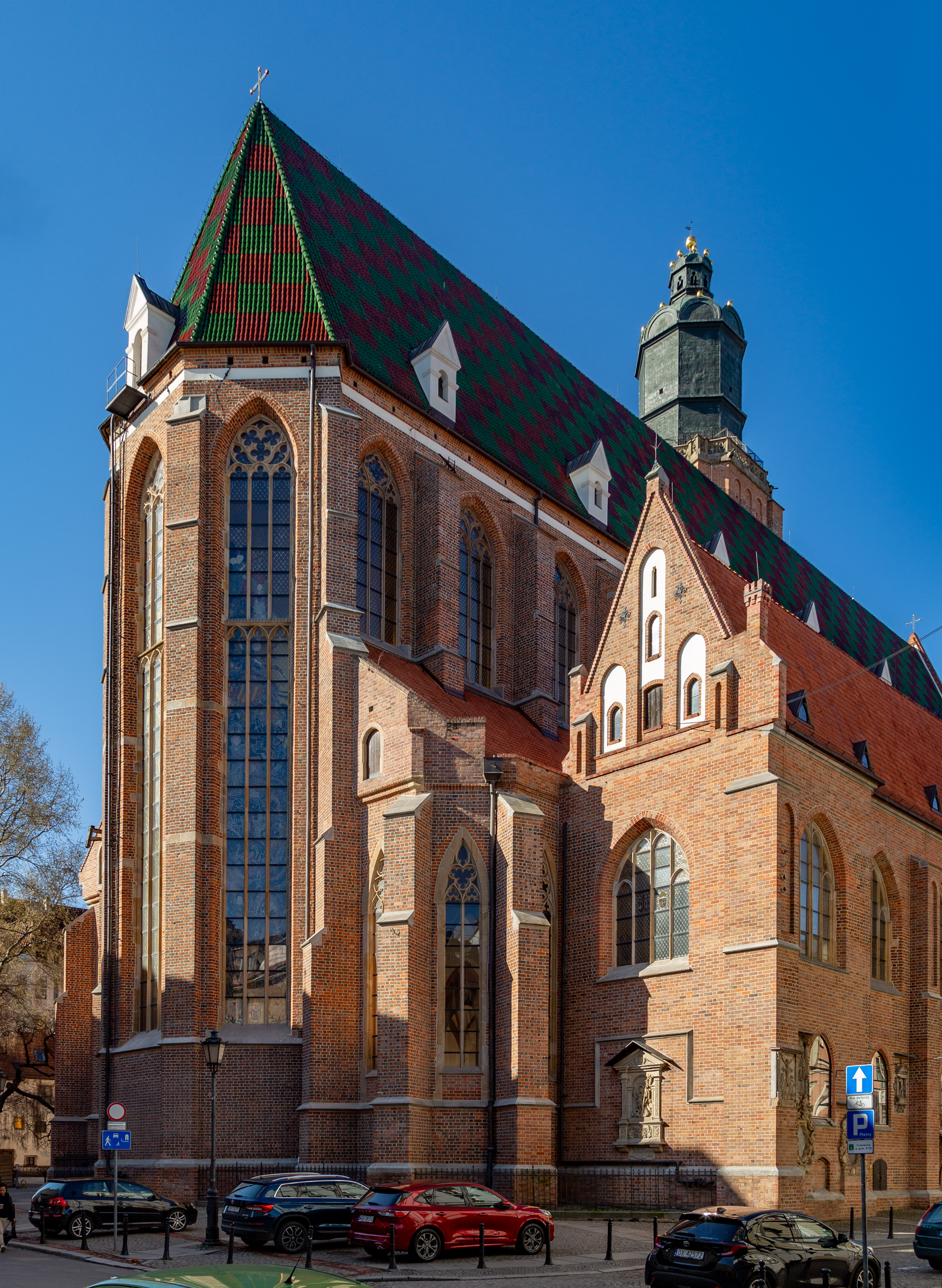
Prezbiterium od północnego-wschodu
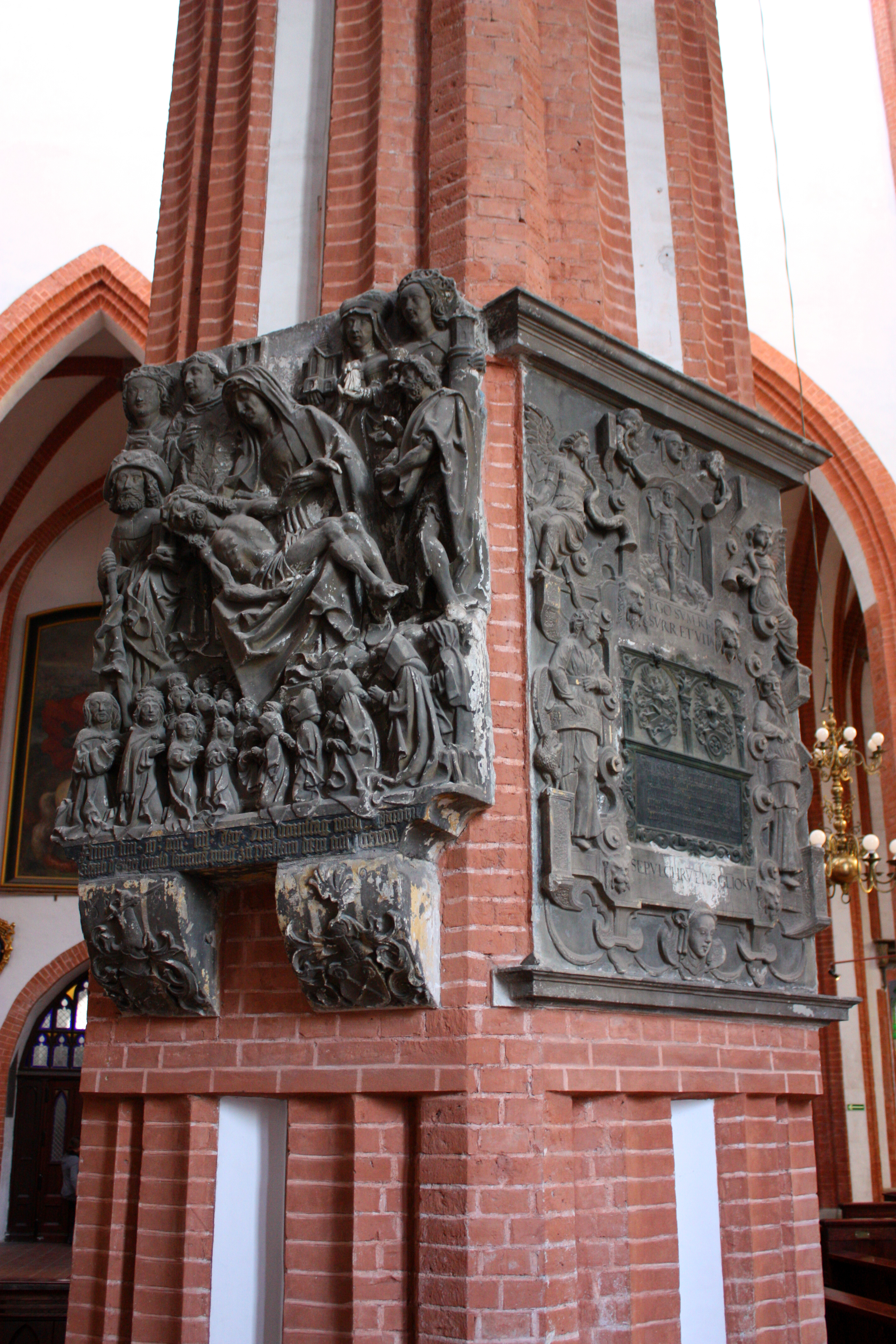
Gotyckie Epitafium Sebalda Saurmanna
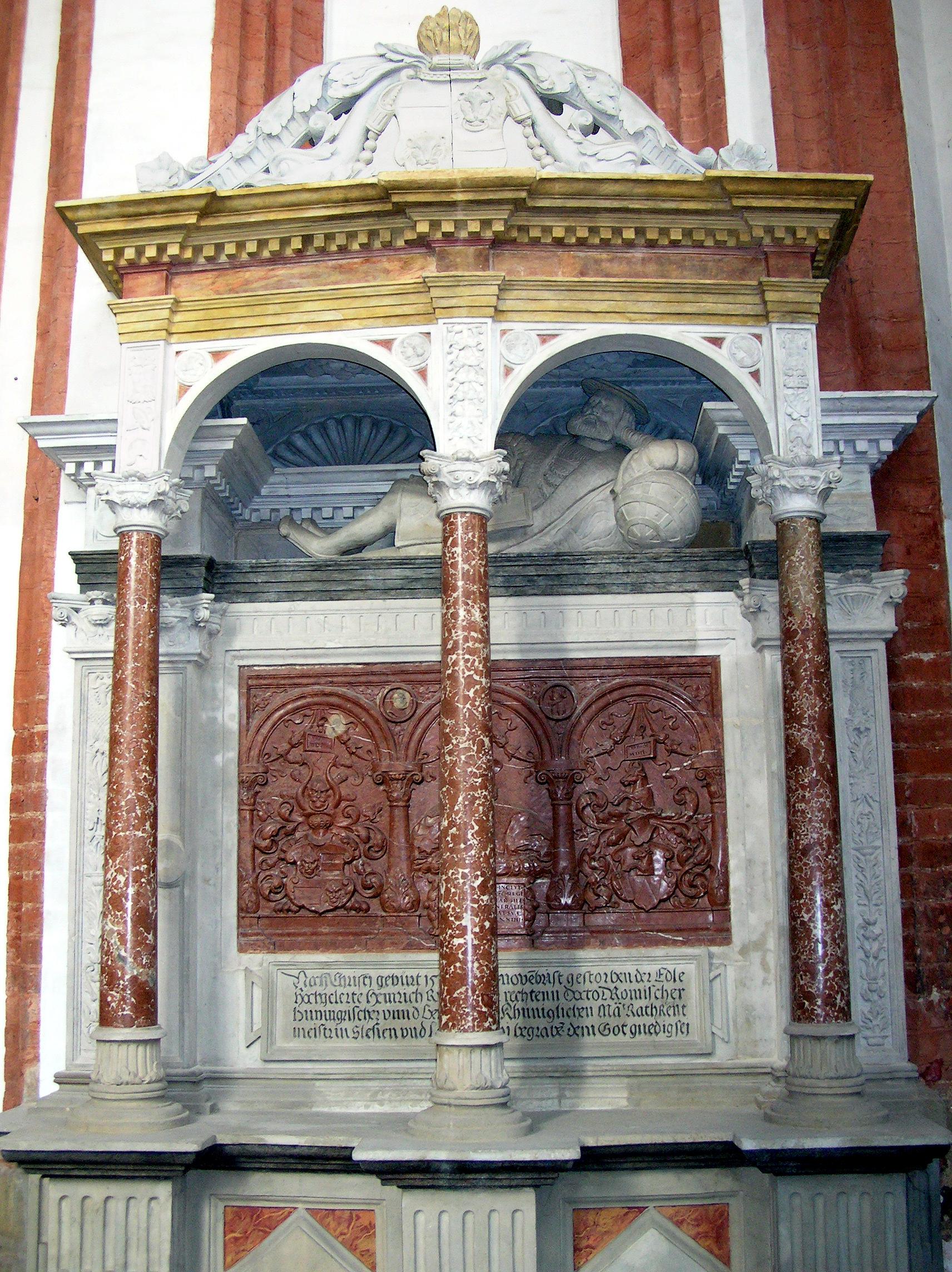
Nagrobek Heinricha Rybischa
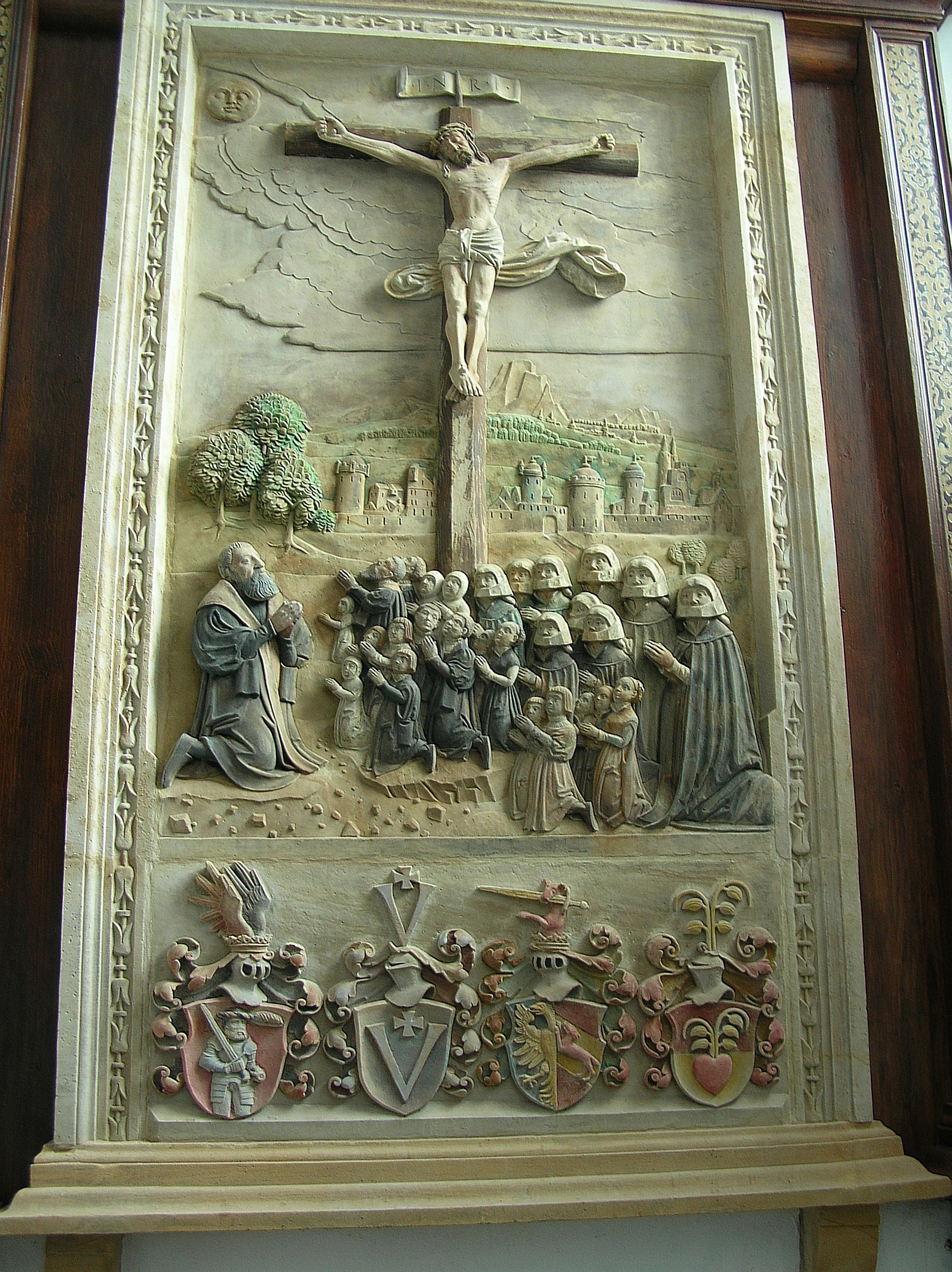
Epitafium Nikolausa Uthmanna[12] z 1545
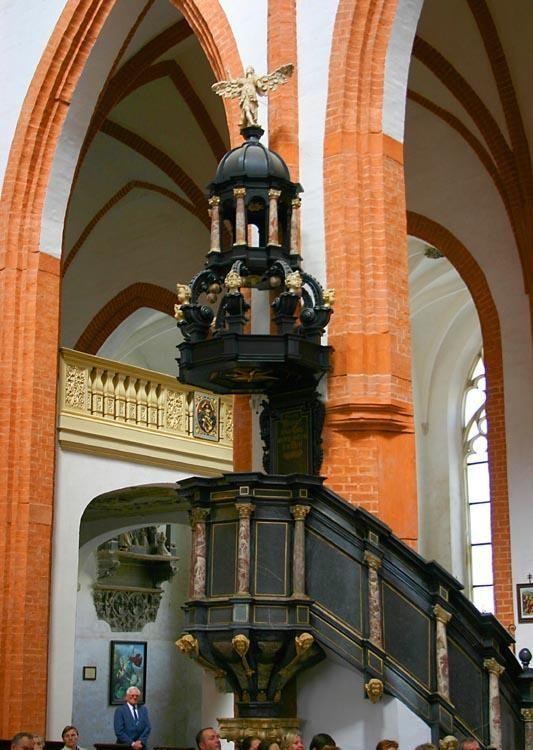
Ambona z 1652 r.
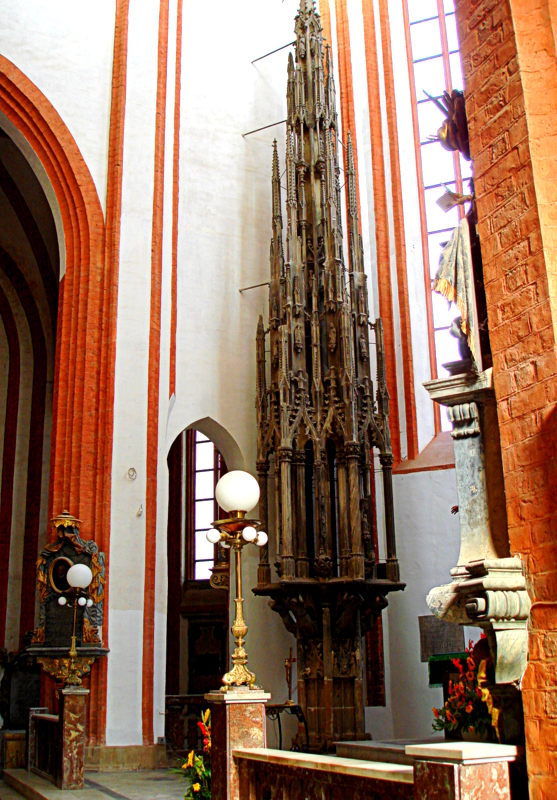
Gotyckie Sakramentarium
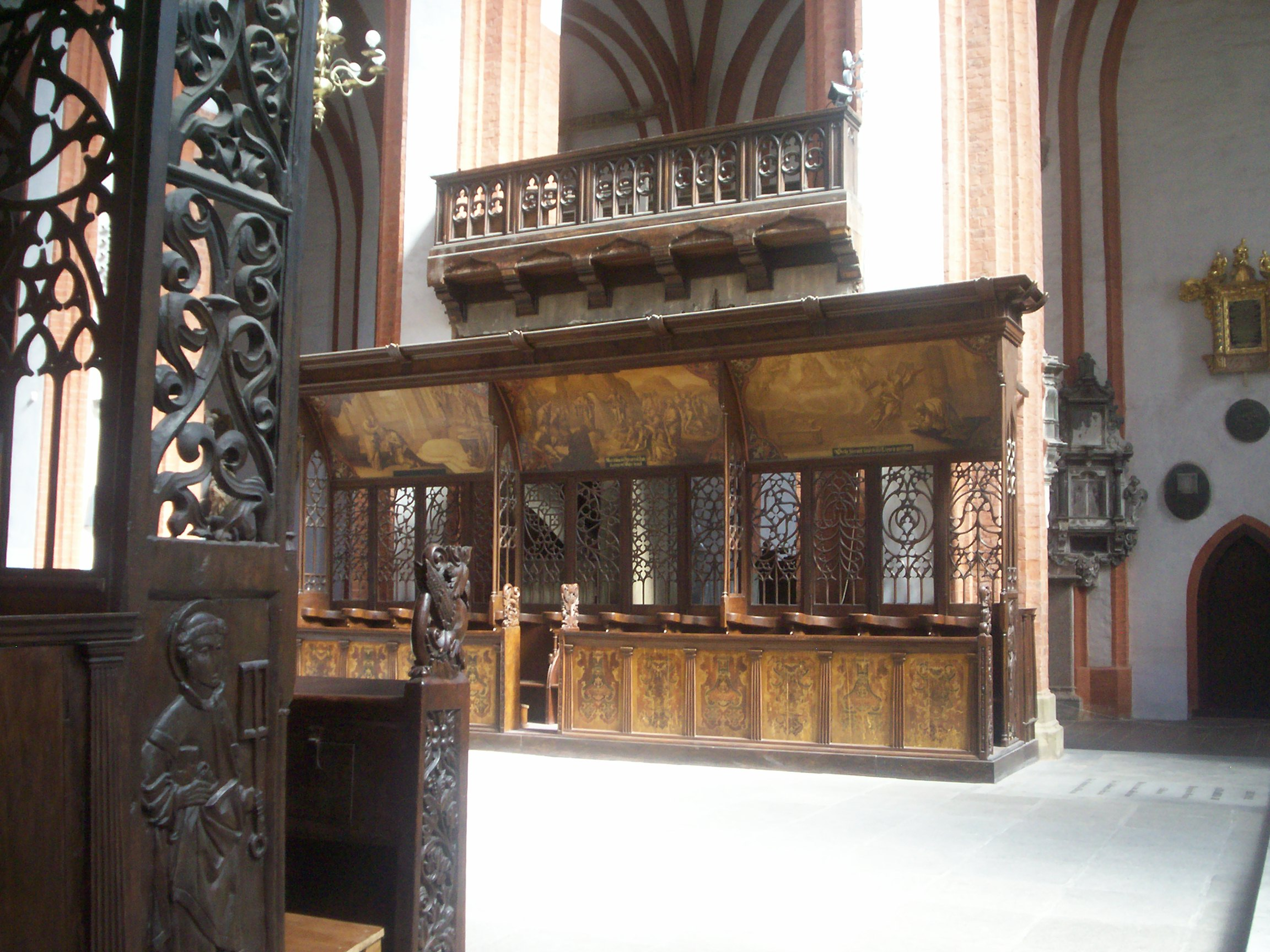
Stalle z XV w.
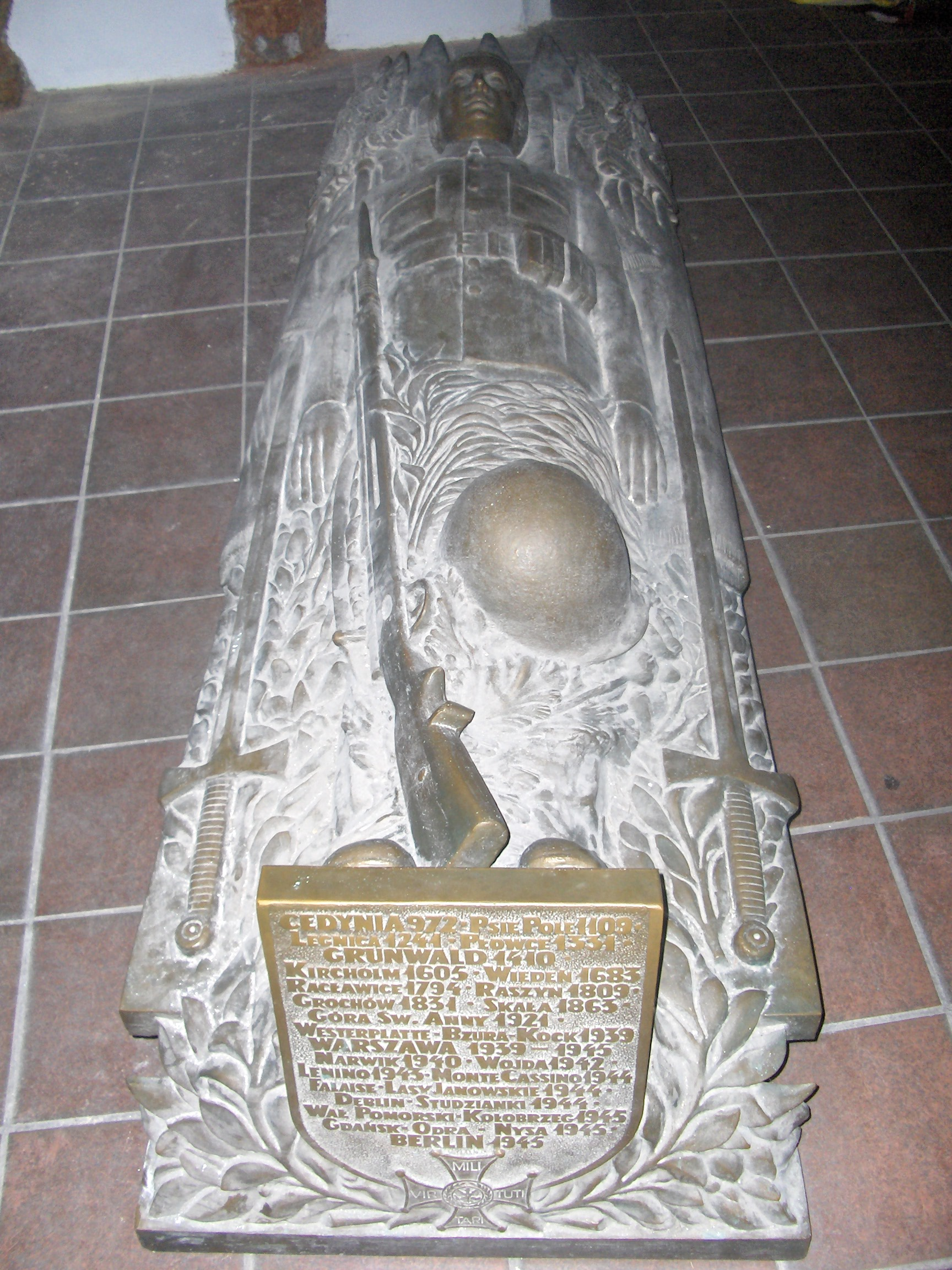
Cenotaf żołnierza pod chórem
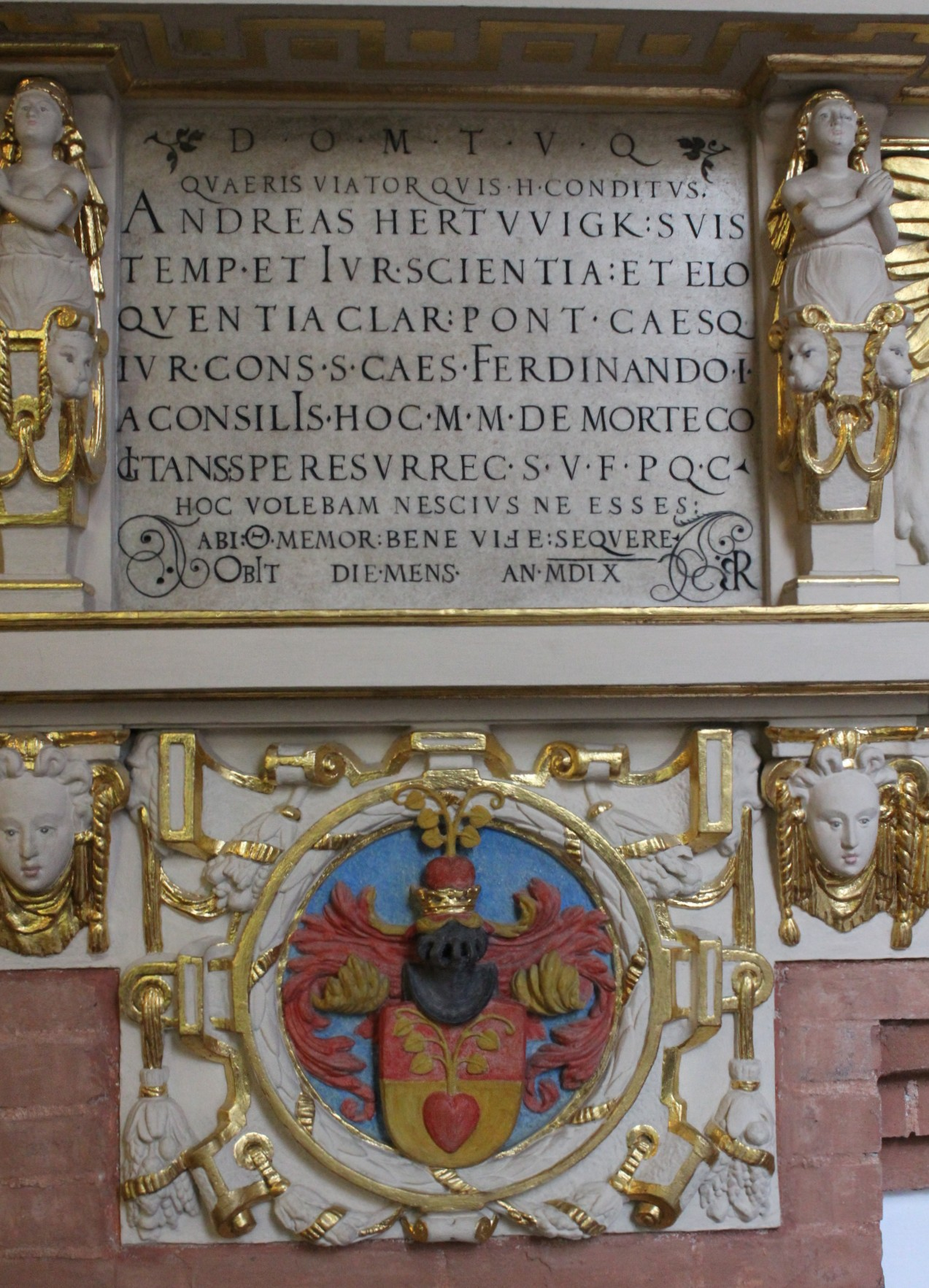
Herb Andreasa Hertwiga
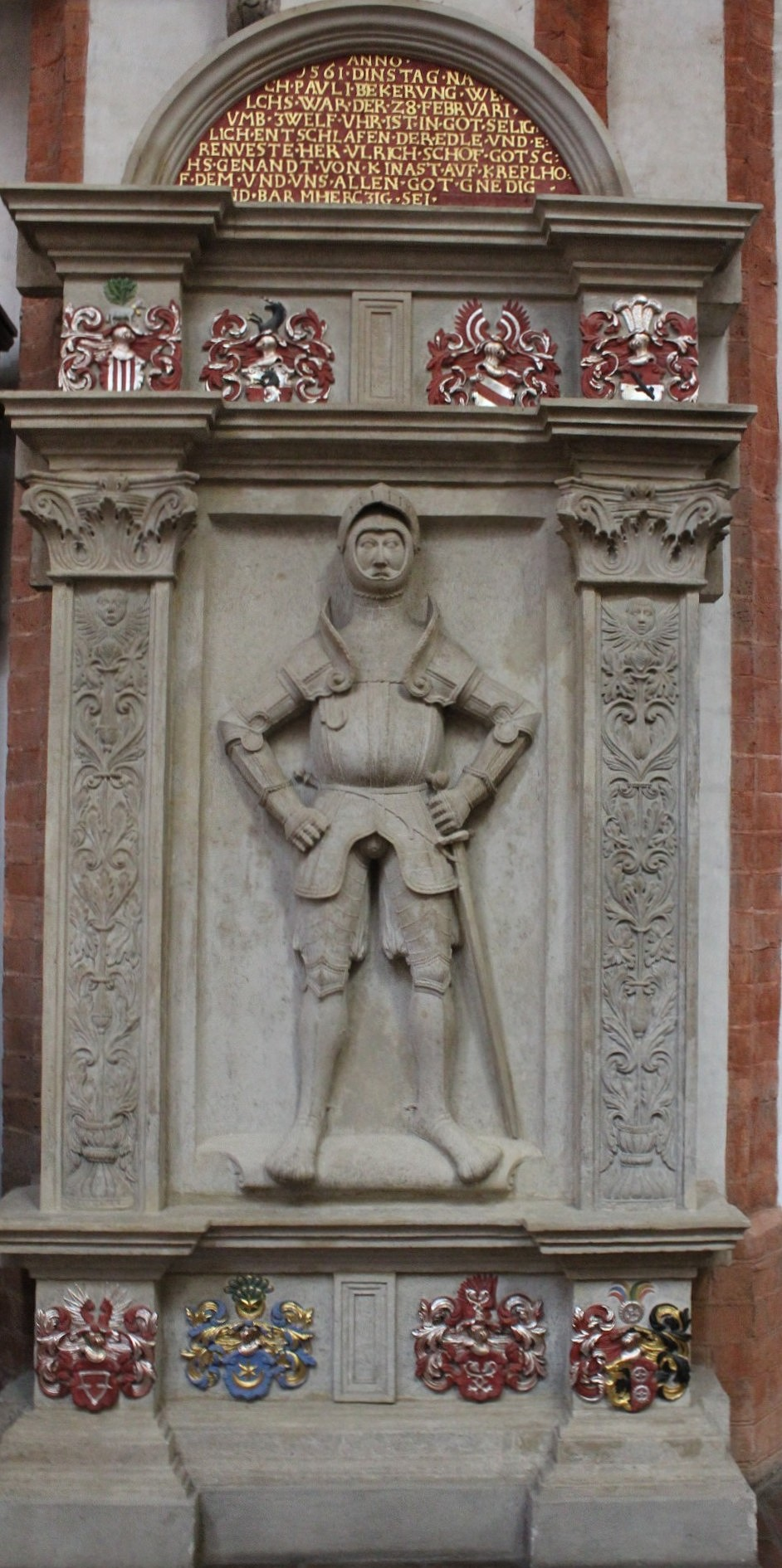
Epitafium Ulryka Schaffgotscha
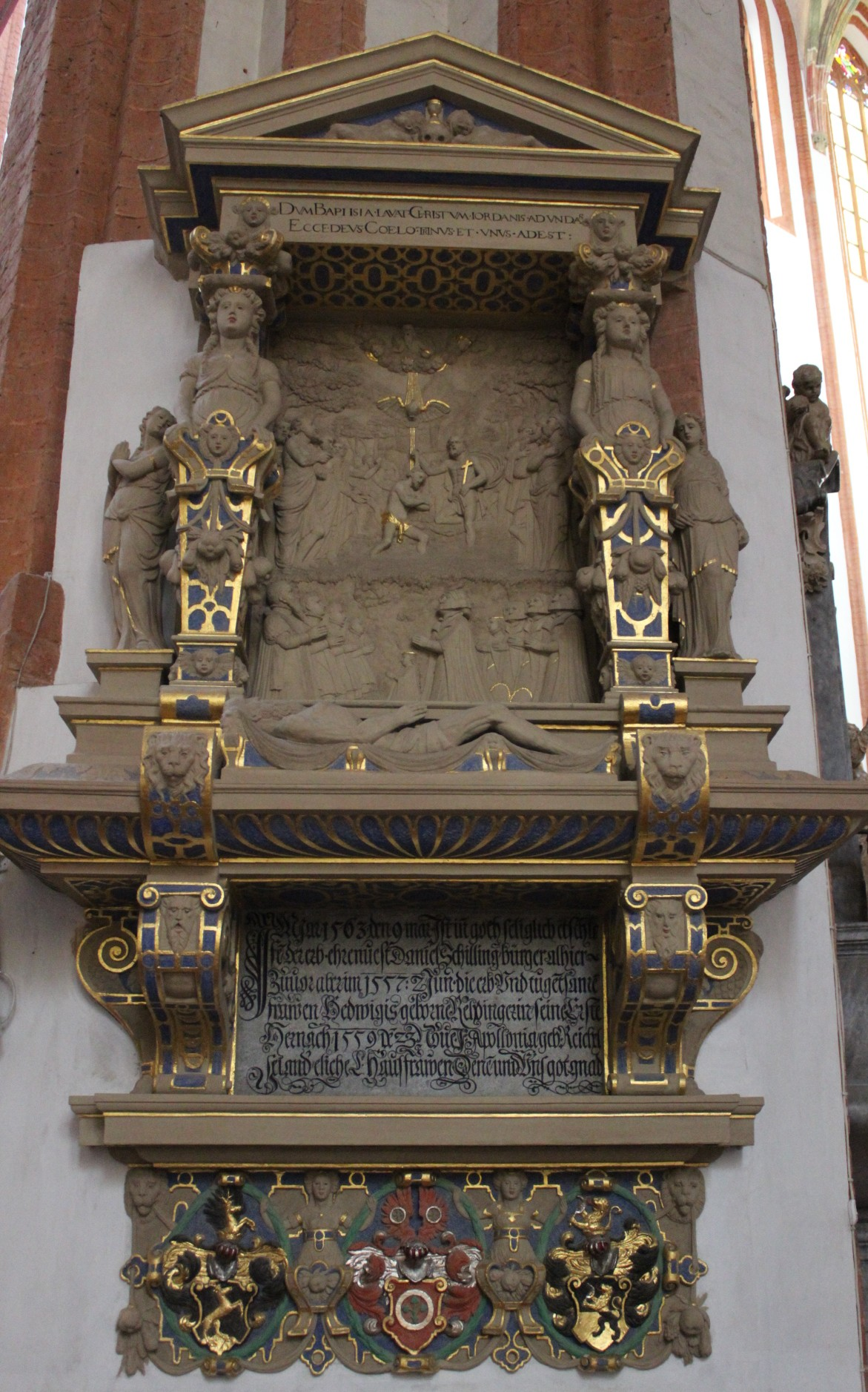
Herby Rehdiger Schillinga, Reichel
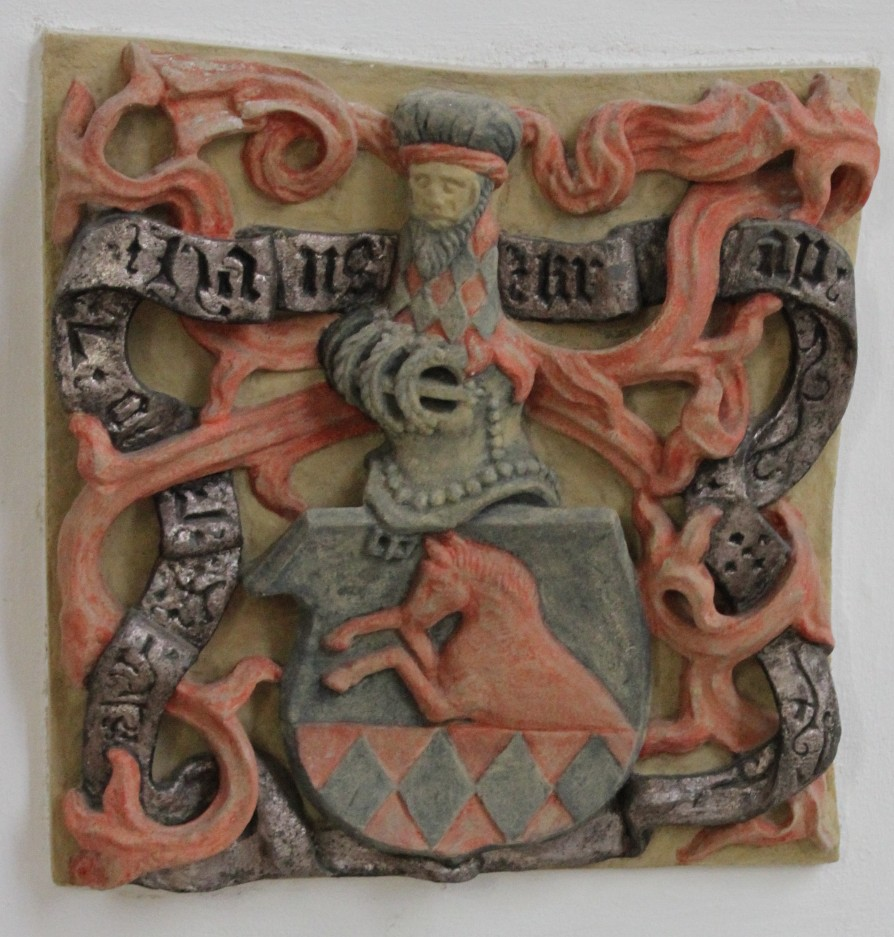
Herb Hansa Krappe (zm. 1517)
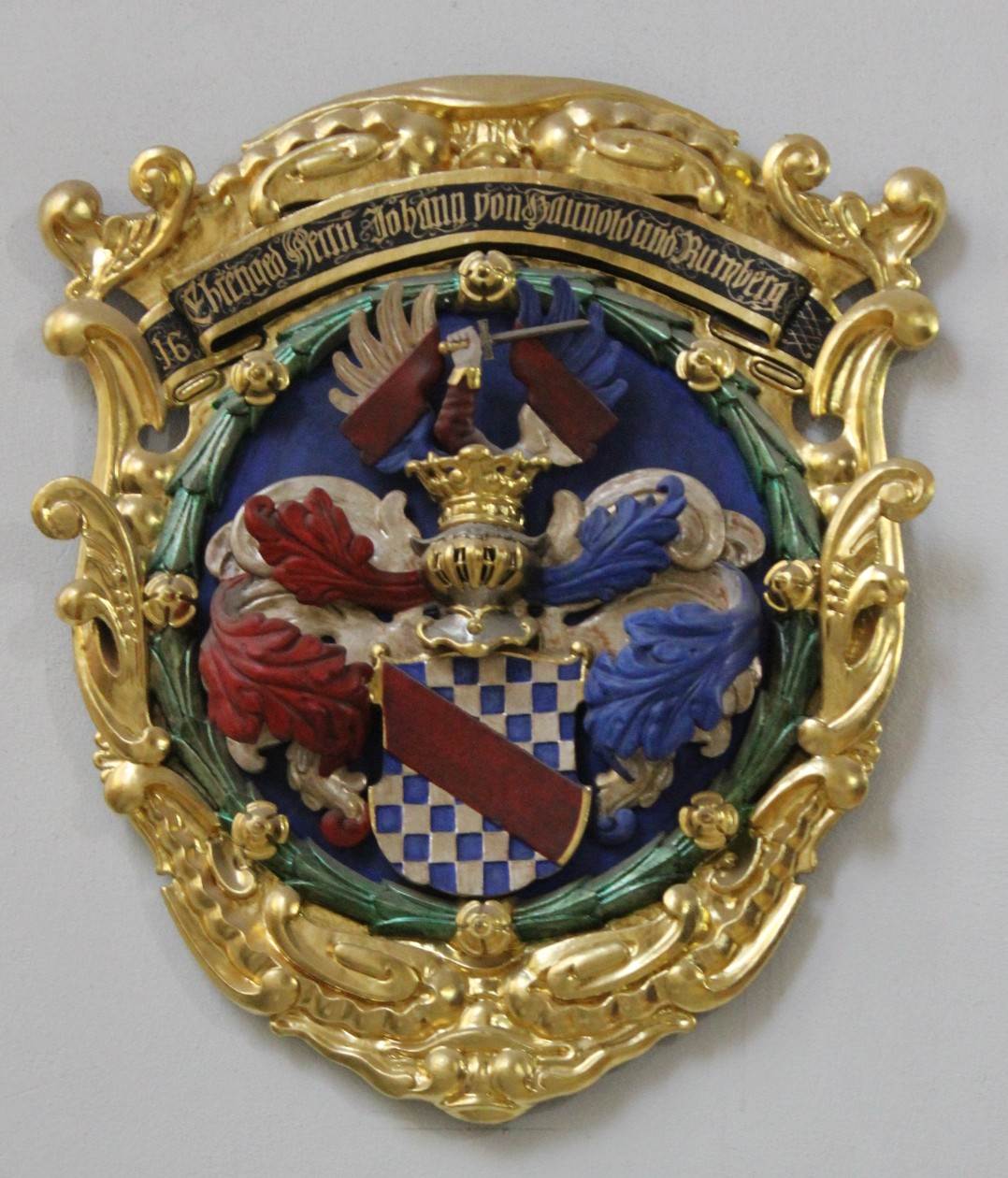
Herb Johanna Haunoldt u. Rumberg, XVII w.
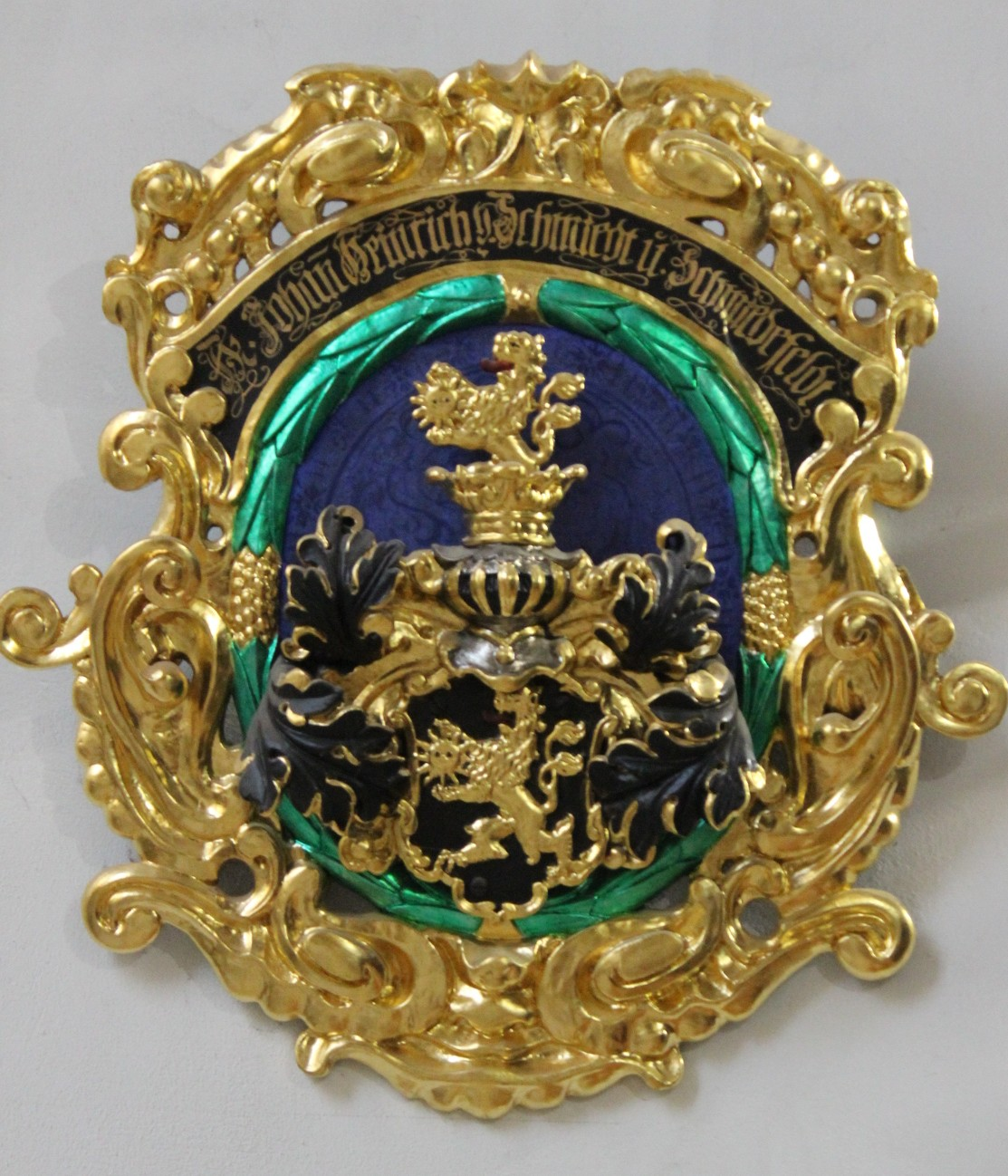
Herb Adama Wentzela Reichell u. Schmoltz